# Le Goût du vin
Pour plus de détails, voir Fiche technique et Distribution.
Le Goût du vin (Uncorked) est un film américain, sorti en 2020.

## Fiche technique
- Titre original : Uncorked
- Titre français : Le Goût du vin
- Réalisation : Prentice Penny
- Scénario : Prentice Penny
- Photographie : Elliot Davis
- Montage : Sandra Montiel
- Pays d'origine : États-Unis
- Genre : drame
- Date de sortie : 2020

## Distribution
- Mamoudou Athie (VF : Eilias Changuel) : Elijah
- Courtney B. Vance (VF : Christophe Peyroux) : Louis
- Niecy Nash (VF : Laura Zichy) : Sylvia
- Matt McGorry (VF : Damien Ferrette) : Harvard
- Kelly Jenrette (VF : Géraldine Asselin) : Brenda
- Lashun Pollard : Dorothy
- Michael Mobley : Marlon
- Sasha Compère (VF : Zina Khakhoulia) : Tanya
- Alicia Ester (VF : Aurélie Konaté) : Ava
- Matthew Glave : Raylan
- Michel Bompoil : Vernon
- Anne-Sophie Picard : Cliente
- Hélène Cardona : Sommelière française